# گیاه‌کش
گیاه‌کش (نام علمی: Phytophthora) نام یک سرده از رده آب‌کپک است.